# Aria szampańska

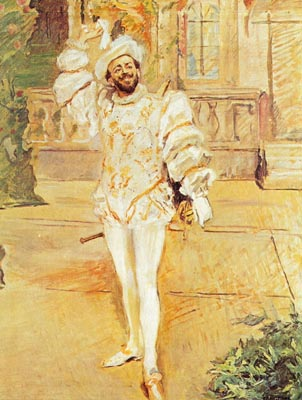
Aria szampańska (obraz Maxa Slevogta, jako Don Giovanni Francisco d’Andrade)

Aria szampańska – barytonowa aria, z tekstem w języku włoskim, z pierwszego aktu opery Wolfganga A. Mozarta z librettem Lorenza Da Pontego Don Giovanni, rozpoczynająca się słowami Fin ch’han dal vino (z języka włoskiego: Niech głowy rozgrzeje im wino) i czasami również tak identyfikowana. Przeznaczona jest dla śpiewaka wykonującego rolę głównego, tytułowego bohatera opery.
Don Giovanni wykonuje ją w momencie, w którym jego los bardzo się już skomplikował. Zabił on w potyczce Komandora z Sewilli, ojca Donny Anny i choć o tym nie wie, został przez nią właśnie rozpoznany, o czym powiadomiła także własnego narzeczonego – Don Ottavia. Razem poprzysięgli mu oni zemstę. Ponadto ściga go odtrącona Donna Elvira, zazdrosna o młodą wieśniaczkę Zerlinę, którą Giovanni próbuje uwieść, a także świeżo przez Zerlinę poślubiony Masetto.
Rozpustny szlachcic chce się jednak dalej bawić. Śpiewa więc o uczcie instruując własnego sługę – Leporella, jak ten ma ją zorganizować. Leporello powinien zatem dopilnować, by na uczcie nie zabrakło wina, młodych kobiet i lubianej muzyki do tańca (wymienione tutaj przez Giovanniego: menueta, allemanę i folię Mozart umieści potem w scenie uczty – jako rodzaj swoistego muzycznego żartu – równocześnie, równolegle) po to, by bawiący się ludzie przestali zwracać uwagę na podboje miłosne pożądliwego arystokraty.
Aria skomponowana jest w tonacji B-dur w bardzo szybkim tempie presto i trwa poniżej dwóch minut. Śpiewak wykonujący tytułową rolę po udzielonych słudze instrukcjach powtarza w niej frazę ‘vo’ amoreggiar’ i kończy głośnym, grubiańskim śmiechem, co musi być odczytane jako pusta chęć nie tyle dokonania kolejnych podbojów miłosnych, ile dopisania kolejnych imion niewiast do swoistego „katalogu zdobyczy”, jaki w imieniu swojego chlebodawcy prowadzi Leporello (‘Ah, la mia lista doman’ mattina d’una decina devi aumentar!’).
Podczas światowej prapremiery 29 października 1787 w Pradze rolę Don Giovanniego, a co za tym idzie i samą arię śpiewał Luigi Bassi, natomiast premiera zmienionej nieco wersji opery miała miejsce w Wiedniu 7 maja 1788, gdzie w roli głównej wystąpił Francesco Albertarelli.